# Новопокровка (Архаринский район)
В Амурской области также есть Новопокровка в Ивановском районе и Новопокровка в Магдагачинском районе
Новопокро́вка — село в Архаринском районе Амурской области, входит в Касаткинский сельсовет. Самый южный населённый пункт в Амурской области.
Новопокровка находится в пограничной зоне, на российско-китайской границе.
Основано в 1923 г. переселенцами из села Покровка европейской части страны и названо в память о покинутой родине. Значение названия от православного праздника — Покрова дня, отмечаемого 14 октября.

## География
Село Новопокровка стоит на левом берегу Амура.
Автомобильная дорога к селу Новопокровка идёт от Архары вниз по левому берегу Архары и вниз по левому берегу Амура (через Журавлёвку и Касаткино).
Расстояние до районного центра Архара — 78 км, расстояние до административного центра Касаткинского сельсовета села Касаткино — 14 км.
От села Новопокровка вниз по Амуру идёт дорога к селу Сагибово.

## Население
| 2002 | 2010 | 2012 | 2013 | 2014 | 2015 | 2016 |
| ---- | ---- | ---- | ---- | ---- | ---- | ---- |
| 144  | ↘108 | ↘98  | ↘87  | ↗92  | ↘91  | ↘87  |
| 2017 | 2018 |      |      |      |      |      |
| ↘84  | ↘77  |      |      |      |      |      |

## Инфраструктура
Сельскохозяйственные предприятия Архаринского района.